# Мешовити тимови на Летњим олимпијским играма 1900.
На Олимпијским играма 1900. у Паризу нису постојале државне репрезентације у данашњем облику, па су зато били могући мешовити тимови састављени од спортиста из више држава. Међународни олимпијски комитет МОК њихове резултате води под именом Мешовити тим. и Олимпијским кодом XXZ. На Олимпијским играма у Паризу било је дванаест таквих тимова који су освојили 6 златних, три сребрне и три бронзане медаље у 7 различитих дисциплина.

## Освајачи медаља
| Медаља | Такмичари | Дисциплина                |
| ------ | --- | ------------------------- |
| Злато  | Уједињено Краљевство Чарлс Бенет · Уједињено Краљевство Џон Ример · Уједињено Краљевство Сидни Робинсон · Уједињено Краљевство Алфред Тајсо · Аустралија Стенли Роули | Атлетика, 5.000 м. екипно |
| Злато  | Уједињено КраљевствоДенис Ст. Џорџ Дали · САД Фоксхол Паркер Кини · САД Френк Меккеј · Уједињено Краљевство Алфред Ролинсон                                           | Поло                      |
| Злато  | Холандија Францис Брант · Холандија · Холандија Ролоф Клајн · Француска Непознати француз                                                                             | Веслање, мушки            |
| Злато  | Француска Фредерик Бланш · Уједињено Краљевство Е. Вилијам Ексшо · Француска Жак Лавасур                                                                              | Једрење                   |
| Злато  | Француска Фредерик Бланш · Уједињено Краљевство Е. Вилијам Ексшо · Француска Жак Лавасур                                                                              | Једрење                   |
| Злато  | Данска Едгар Абје · Шведска Август Нилсон · Данска Јуџин Шмит · Шведска Густаф Седерстрем · Шведска Карл Штаф · Данска Чарлс Винклер                                  | Надвлачење конопца        |
| Сребро | Сједињене Америчке Државе Валтер Мекрори · Уједињено Краљевство Фредерик Фрик · Уједињено Краљевство Валтер Букмастер · Шпанија Хосе Комт де Мадре                    | Поло                      |
| Сребро | Француска Макс Декугис · Сједињене Америчке Државе Базил Спалдинг де Гармендија                                                                                       | Тенис, Парови, мушки      |
| Сребро | Француска Хелен Превост · Уједињено Краљевство Харолд Махони | Тенис, Парови, мешовито   |
| Бронза | Уједињено Краљевство Фредереик Егњу Гил · Француска Роберт Фурније Сарлове · Француска Едвард Алфонсо де Ротшилд · Француска Маурис Раул Дувал                        | Поло                      |
| Бронза | Сједињене Америчке Државе Мерион Џонс · Уједињено Краљевство Лоренс Доерти                                                                                            | Тенис, Парови, мешовито   |
| Бронза | Бохемија Хедвига Розенбаумова · Уједињено Краљевство Арчибалд Ворден                                                                                                  | Тенис, Парови, мешовито   |